# Siphonophora manni
Siphonophora manni är en mångfotingart som beskrevs av Chamberlin 1918. Siphonophora manni ingår i släktet Siphonophora och familjen Siphonophoridae. Inga underarter finns listade i Catalogue of Life.